# 罗格努斯
罗格努斯（法語：Roggenhouse，法語發音：[ʁɔɡənuz] ⓘ）是法国上莱茵省的一个市镇，属于坦恩-盖布维莱尔区。

## 地理
罗格努斯（47°53'23"N, 7°28'15"E）面积6.45 平方千米，位于法国大東部大區上莱茵省，该省份为法国东部内陆省份，是阿尔萨斯的一部分，今与下莱茵省组成了阿尔萨斯欧洲集体，其北临下莱茵省，西接孚日省，西南接贝尔福地区省，东侧沿莱茵河与德国相望，南与瑞士接壤。
与罗格努斯接壤的市镇（或旧市镇、城区）包括：伊尔茨费尔登、费瑟奈姆、明舒斯、上鲁默赛姆、布洛德尔赛姆。
罗格努斯的时区为UTC+01:00、UTC+02:00（夏令时）。

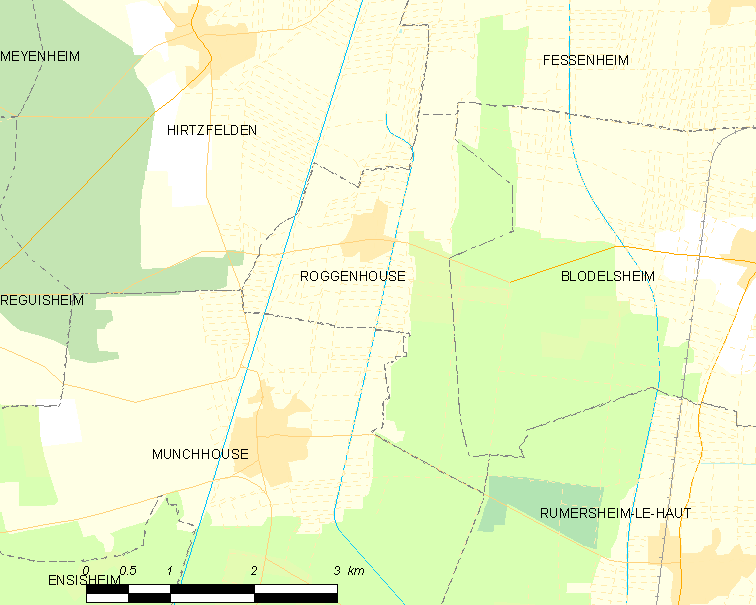
罗格努斯的OSM定位图

## 行政
罗格努斯的邮政编码为68740，INSEE市镇编码为68281。

## 政治
罗格努斯所属的省级选区为恩西赛姆县。

## 人口

1962-2008年间罗格努斯人口变化图示

罗格努斯于2022年1月1日时的人口数量为463人。